# Don Rossé Cavaca
José Martins de Araújo Júnior (27 de março de 1924 - 24 de dezembro de 1965), mais conhecido como Don Rossé Cavaca foi um jornalista, publicitário, humorista e radialista brasileiro. É considerado o precursor das pegadinhas na televisão brasileira. Foi com a "Câmera Indiscreta do Cavaca", feita em filme 16 mm, em 1965 na Rede Globo, que tudo começou.

## Biografia
José Martins de Araújo Júnior nasceu em 27 de março de 1924, na Tijuca, bairro da zona norte carioca. Penúltimo filho de seis irmãos, já revelava sua tendência artística no extinto Instituto Rabello, em seu bairro de origem, onde cursou o ginásio e científico, juntamente com os atores Fernanda Montenegro e Fernando Torres. O curso primário foi feito no Colégio Silvio Leite. No colegial José era presidente do grêmio escolar. No qual reunia uma turma de alunos para contar piadas de português. Cabe citar que José era filho de um português de quem herdou o nome, que chegou ao Brasil com sete anos, prosperou de condutor de bondes a proprietário de terrenos na Ilha do Governador, mandou construir na Tijuca, próximo ao América Futebol Clube, um edifício de três andares, onde acomodou todos os filhos. José perdeu o pai aos 16 anos, do qual se lembra ser um homem de atitudes severas, segundo suas próprias palavras:-"Cadeado no portão, tabefe no cangote, descompostura, tive não foram poucas as vezes. Só do meu pai! Da polícia, não (depois compreendi)"Aos 18 anos entrou para o Instituto Félix Pacheco, no cargo de datiloscopista.
Aos 20 anos começou a escrever para o Jornal dos Sports, realizando seu sonho de jornalista esportivo. Assinava suas matérias como Araújo Júnior. Fator importante para esta opção profissional partiu da noiva, Nelly, que acreditava em sua capacidade criativa (Nelly dizia que ele era engraçado, fazia humor desde que o conheceu no carnaval do Fluminense Futebol Clube). Em novembro de 1948 assinou contrato com a Rádio Continental, atuando como repórter. José Martins de Araújo Júnior se transformou em Don Rossé Cavaca quando passou a integrar a equipe de esportes do jornal Tribuna da Imprensa. Don seria fruto de uma admiração confessa pelo herói de la Mancha, visionário como ele e até de tipo físico semelhante. Rossé é como se pronuncia José em espanhol. Cavaca era o tipo de lanche preferido por Don Rossé, uma espécie de rosca doce que ele devorava sem limitação.Criado o pseudônimo, este o acompanhou pelo resto da vida, tanto como cronista esportivo, publicitário, escritor, humorista, no cinema, no teatro e na TV.
Conheceu a namorada, que tornou-se sua esposa após um noivado em que o maior empecilho para a realização do casamento foi o automóvel que começou a construir na garagem de seu edifício, na Tijuca.
Don Rossé Cavaca escrevia um diário no qual compilava os gastos com as peças para o carro. Isto quando eram peças mesmo, porque a alavanca da marcha era uma maçaneta de porta que, puxada para dentro ou para fora e virada à esquerda ou à direita, desempenhava as quatro marchas do automóvel. Em um dos trechos do seu diário, por ocasião de seu noivado, ele escreveu: "Usei o dinheiro do móvel, na confecção do automóvel".
Cavaca casou-se em 1950 e dois anos depois veio a filha Cláudia, nome escolhido por ele "para livra-la do terrível Laura Beatriz escolhido pela mãe", contava o humorista. Em 54, casado, portanto, há quatro anos, nasce Flávia, a segunda filha. Dois anos depois vem Márcia Andréa, nascida na Clínica Arnaldo de Moraes, em Copacabana e a primeira viagem à Europa, como correspondente esportivo da Tribuna da Imprensa, a convite da Associação Atlética Portuguesa. Sempre brincalhão, enviou para as filhas um cartão-postal de um gorila vestido com a camisa de um time de futebol, onde escreveu: "Queridas filhinhas, aqui na Rússia é tão frio que o papai criou pêlos para se proteger. Não estou diferente?" Nem é preciso dizer que a brincadeira teve que ser desmentida imediatamente pela mãe das meninas, tamanha a choradeira que gerou.
Cavaca e a família saíram do apartamento de Ipanema em 1960 e se mudaram para o Leblon, no Condomínio dos Jornalistas. Ali moraram nomes ilustres como Oduvaldo Viana e seu filho Vianinha, Paulo Mendes Campos, Homero Homem, Fagundes de Menezes, Sandro Moreyra, Alex Viany, artistas como Adolfo Celli por ocasião do seu casamento com Tônia Carrero, Cláudio Marzo, Lucélia Santos, Tâmara Taxman, Betina Viany, o herói infantil Capitão Furacão, Alceu Valença, Luis Carlos Vinhas, Vitor Biglioni, entre outros omitidos, mas de igual importância.O filho Cássio foi a última e vitoriosa tentativa de ter um homem em casa. Cássio nasceu no Leblon e conviveu com o pai por apenas cinco anos. Uma das mais bonitas homenagens pela morte de Cavaca partiu da escritora Clarice Lispector, que concentrou na figura infantil do filho, a admiração que sentia pelo pai. Sob o título "Cássio", ela termina sua crônica no jornal, dizendo: "É Natal. Cássio olha para o céu e vê uma estrela. Só não sabe que a estrela é seu pai " (Cavaca morreu às vésperas do Natal de 1965).A família, em função dos milhares de afazeres de Don Rossé Cavaca, se programava apenas para as férias e os domingos eram passados sempre na casa da mãe do humorista. Cavaca tinha um sítio em Rio das Flores, município fluminense onde os avós de sua mulher foram fazendeiros. Ao morrer, ele deixou inacabada uma casa defronte ao sítio, idealizada para receber os amigos. "Terá uma janela panorâmica maior do que cenário de filme", dizia, empolgado com a obra.Cavaca tinha prosperado e além da velha "Perereca" apelido que ele mesmo dera ao automóvel que construiu (não deslizava, saltava), tinha uma lambreta "Vespa" (na qual se acidentou fatalmente), uma Kombi e um automóvel inglês comprado de um cônsul italiano, da marca Armstrong Sidley Safiri, que ele pouco usou. Numa dessas vezes resolveu apostar corrida com um carro desconhecido nas imediações do Colégio Militar, num domingo sem movimento, convencido da potência do automóvel. Em menos de 100 metros o capô levantou, cobriu sua visão e ele só teve tempo de ouvir as gargalhadas do motorista do outro veículo.Atitudes inusitadas faziam parte de sua rotina. Certa vez comprou num camelô em São Paulo, cerca de 50 cachorrinhos de pelúcia. Levou parte da compra para a Tribuna da Imprensa e tentou vender para os colegas. Um deles disse: "Cavaca, esse cachorro não vale nem 10 cruzeiros, imagine 25!". Ao que ele respondeu: "Mas é o único que vem acompanhado de uma piada" (vendeu todos).No fechamento da edição da Tribuna, já madrugada adentro, ele costumava brindar os colegas com a imitação perfeita de Gandhi. Longe de Carlos Lacerda, dono do jornal, Cavaca ficava de cuecas e se enrolava em qualquer pano que aparecesse à vista. Do alto de seu 1,87m, macérrimo, subia numa mesa e proferia discursos que provocavam risos de se ouvir na noite da rua do Lavradio, onde fica o jornal.A vida de Cavaca era assim, original desde o café da manhã até a despedida dos colegas de trabalho, em plena madrugada.
Don Rossé Cavaca autografando o livro Um riso em DecúbitoA morte de Don Rossé Cavaca deixou órfãos os meios de comunicação, seus filhos e todas as crianças do condomínio em que morava, que ele voluntariamente convidava para uma volta de lambreta no campo de futebol interno. Ao anunciar a sua morte no programa que comandava, o Capitão Furacão, ídolo da meninada e também morador do condomínio de Cavaca, fugiu do texto, dizendo que chegaria em casa e o prédio estaria triste e sem graça. Emoção pura, pois o capitão "morava" num navio que singrava os mares... O Jornalista Esportivo - Don Rossé Cavaca iniciou suas atividades artísticas e seu humor literário no América Futebol Clube, comentando partidas de futebol. Em seguida, através do convite do jornalista Luiz Paulistano, passou a integrar a equipe de esportes do Jornal dos Sports. Nesta época assinava suas matérias como Araújo Júnior. Depois atuou como repórter da Rádio Continental. Foi um dos fundadores da Tribuna da Imprensa - jornal do primo de sua esposa, o ex-governador Carlos Lacerda - participando da equipe do jornal desde 1949 como repórter esportivo, vindo mais tarde a chefiar a seção de esportes onde permaneceu até 1965. Também na Tribuna assinou a coluna "Bate-Bola", uma das mais destacadas no campo da crônica esportiva, que o lançou com êxito entre os melhores humoristas do país. Foi nessa coluna que ele disse uma das frases mais famosas do humorismo brasileiro: -"Desgraçado é o goleiro, até onde ele pisa não nasce grama." O escritor - Cavaca lançou um livro em 1961 chamado "Um Riso em Decúbito" ("editado e distribuído pelo autor, nem Deus sabe como").
Cavaca na Tribuna da Imprensa. Ao lado o jornalista Carlos Lacerda Ele fazia questão de frisar que o livro não tem bossa e nem é deliberadamente diferente. Mas, na realidade, o leitor fica surpreso quando o folheia. As páginas são escritas de um lado só e cada uma delas contém apenas um conceito, uma poesia, uma frase tremenda. O autor explicava que procedeu assim para conservar a força do texto - uma crítica social, humana e política. Ele estipulou o preço do livro em 995 cruzeiros e colocou dentro do volume uma nota do índio sem apito (5 cruzeiros), só para ter o gostinho de anunciar que se tratava do "único livro do mundo que já vem com o troco".A noite de autógrafos de Don Rossé Cavaca, no bar "Gôndola", de Copacabana, para a venda de seu livro "Um Riso em Decúbito" acabou só pela manhã. Foi preciso até a polícia para "conter o entusiasmo" dos amigos e leitores de Cavaca que, com isso, vendeu mais de cem livros.O então senador Juscelino Kubitschek também foi lá "só para comprar o Um Riso em Decúbito do Cavaca". E acabou ficando ao lado do autor, autografando o troco. Alguns dias antes o então Presidente Jânio Quadros não quis autografar uma das notas, dizendo que isto era crime. Cavaca conseguiu negociar com a Casa da Moeda a liberação destas notas dias antes de serem lançadas, fato que causou grande curiosidade entre os compradores do livro. Para Don Rossé Cavaca a noite de autógrafos, na Gôndola, foi um sucesso.Cavaca trabalhou no cinema. Era um tocador de cavaquinho no filme "Pluft, o Fantasminha", foi ator de televisão no "Teatrinho Trol", "Time Square", "Câmera Indiscreta". Foi publicitário, trabalhou na Galo Xavier e Labor Propaganda. Patrícia finaliza sua monografia com essas palavras: "Escolhendo Don Rossé Cavaca como tema de minha monografia visitei o passado. E descobri que Cavaca era tão atual, que foi como eu viajasse no tempo sem sair do lugar..."

## Um pouco do pensamento de Cavaca
Na promiscuidade dos bairros que crescem em sentido vertical, há binóculos de comprovada experiência sexual.
A Bíblia conta à sua maneira que Adão também comia maçãs em outra macieira.
O solteirão sem atrativos segue o destino: Cibalena à noite para dormir com algo feminino.
Na reunião de cúpula do Centro de Pesquisas, a ciência revelou aspectos surpreendentes: descobriram doze moléstias até então inexistentes.
Morreu de enfarte o João. Comentário geral: um ótimo coração.
Chinelo em baixo da cama conforto é. Mas cadê o outro pé?
Graças à liberdade de ir e vir, assegurada pela Constituição, o nordestino tem oito milhões, quinhentos e vinte e cinco mil quilômetros quadrados para morrer de inanição.
Vendo para Seleções um conto neo-realista bem do tipo Seleções. Tanto que narra a história de um soldado destemido que perdeu pernas e braços, ficou cego, surdo e mudo. Azar inqualificável: até neurose incurável. Voltou da guerra e internou-se no Centro de Readaptação de Ex-Combatentes. Lá se casou por amor com a filha do diretor, que lhe tirou da cabeça todas as coisas complexas. Hoje ele é UM FELIZ FAZENDEIRO NO TEXAS.
Na situação em que me encontro, se puserem um revólver na minha frente eu o vendo imediatamente.
É tanta polícia que a gente fica sem a mínima garantia.
A sífilis e as capitanias eram hereditárias.
Bons tempos aqueles! Como se ganhava pouco!
Não é para te elogiar não, mas o enterro do teu pai estava um show.
Humoristas lutam agora por um mundo menos engraçado.
É a quinta massa fria vinda do Sul que o Rio desmoraliza.
Agora gostaria que as senhoras fizessem silêncio, mas todas ao mesmo tempo.
Os dois são Deuses, mas o da direita tem mais experiência.
Letra V da cartilha contemporânea? Vina viu vovô se virando.
Alguns átomos também se consideravam íntegros.
Depressa, Pedro! Grite logo, que estamos às margens do Ipiranga e a letra do hino já está pronta.
Há milhares de notas falsas em circulação, mas tão prestativas que conquistaram a confiança de todos.
Que corrupção é esta que a gente morre sem conseguir atingi-la?
Flagrei minha mulher me pegando em flagrante.
Um destes viveiros que matam de inveja os passarinhos livres.
Acredito na sua honestidade mas a quadrilha já está formada.
Tem cura, doutor? Se tem, vamos desenterrá-lo.
Bebeu veneno e o legista descobriu que era uma solução.
Só sabe contar pré-histórias.
Que foi que você sentiu quando soube que havia nascido no Brasil?

## Um Riso em Decúbito
Nas melhores livrarias do ramo o livro Um Riso em Decúbito, com prefácio de Helio Fernandes. Com custo de 16,90, a edição vem com 10 centavos de troco. O humor fino e piadas inteligentes são as marcas de Don Rossé Cavaca, que teve a segunda edição lançada pela editora Desiderata. Editado em 1961 “só Deus sabe como” (palavras do autor), o livro traz pílulas, piadas curtas como “Flagrei minha mulher me pegando em flagrante”, “Sem querer foi falindo, falindo, até falecer” e “Há milhares de notas falsas em circulação, mas tão prestativas que conquistaram a confiança de todos”.
Considerado gênio por artistas, jornalistas e admiradores por contemporâneos, Don Rossé teve o trabalho quase esquecido após o acidente fatal em 1965.

## Fonte
- http://www.jornalcopacabana.com.br/ed154/cavaca.htm
- http://www.almacarioca.com.br/cavaca.htm